# Фантазиум 2
Фантазиум условно-бесплатная игра в жанре ММОРПГ, разработанная корейской студией MaxOn Soft Corp. Издателями игры в разное время выступали GamesCampus на территории США, Play Media Group в Европе, OnGame в Бразилии, nDoors на японском рынке, GamePower7 на портале MENA (под названием World of Secrets (араб. عالم الأسرار‎)), mGame на территории Кореи и Nikita Online в России (под названием «Фантазиум»). Первый открытый сервер игры Asda Story был запущен 5 августа, 2008 года. В России игра была локализована в 2010 году.
В Японии и Корее игра выходила под названием MicMac Online. Японские сервера MicMac были закрыты 30 сентября 2010 года, после двух лет работы. На территории США, компания GamesCampus прекратила поддерживать игру 1 августа 2011. На остальных площадках Asda Story продолжает свою работу, и в 2012 году на них была запущена вторая часть игры: Asda 2 Evolution («Фантазиум 2: Эволюция» в России).
30 ноября 2016 поддержка игры официально прекращена.

## Геймплей
В игре действует система Дружбы, где два игрока могут стать Друзьями и делить полученный во время игры опыт. Если один из Друзей выходит из игры, он может оставить другу свою тень и по возвращении в игру получить половину от заработанного тем опыта. Также, двум игрокам связанным узами Дружбы становятся доступны особые способности: как то перенос друг к другу, возможность усилить друг друга и т. д.
Одним из способов получения предметов в игре являются раскопки. Получив лопату в самом начале игры, персонаж может начать копать в любом месте мира, при этом качество и характеристики добытых таким образом предметов будут зависеть от уровня персонажа.
Пользователь начинает игру персонажем 1 уровня, не обладающим какими-либо особыми навыками. На 5 уровне, выполнив особое задание, он может выбрать класс персонажа: воин, лучник или волшебник, а затем на 24 и 40 уровне ему станут доступны несколько вариантов специализаций. При этом даже если игрок решит не выбирать специализации, он не перестанет получать опыт и повышать свой уровень. Для каждого из трех игровых классов предусмотрено по три ветки навыков, при этом доступ к навыкам более высокого уровня, зависит от числа очков, вложенных в навыки предыдущих уровней, что ограничивает возможности одновременного использования нескольких веток навыков.
Характеристики персонажа повышаются автоматически с повышением уровня. Также используются «живые камни», установив которые в особые гнезда в экипировке персонажа, игрок может повысить нужные характеристики.
За использование навыков персонаж получает монеты навыков. Накопив 5 монет, он сможет призвать Хранителя души, который будет помогать ему в бою. Хранитель души обладает набором активных и пассивных навыков, которые зависят от его уровня и специализации призвавшего Хранителя персонажа.
В игре предусмотрена система званий, которые игроки получают за выполнение различных достижений. Каждое новое звание добавляет персонажу очки достижений, по которым составляется рейтинг игроков.

## Обновления
В 2012 году поддержка игры была прекращена и MaxOn Soft Corp запустили новый проект ASDA 2: Evolution (В этом же году обновление вышло в России под названием «Фантазиум 2»). В дополнении были графически переработаны некоторые локации игры, изменена система прокачки, а определенные действия, как то:
- апгрейд брони и оружия;
- вставка камней;
- распределение очков навыков по веткам;
- ремонт брони и оружия;
- эволюция питомца теперь стали доступны при обращении к определенному NPC.